# Annona sylvatica
Annona sylvatica är en kirimojaväxtart som beskrevs av A. St.-hil. Annona sylvatica ingår i släktet annonor, och familjen kirimojaväxter. Inga underarter finns listade i Catalogue of Life.